# Никола Абдурахманов
Никола Динев Абдурахманов е български революционер, деец на Вътрешната македонска революционна организация.

## Биография
Никола Абдураманов е роден през 1895 година в будното българско леринско село Пътеле (днес Агиос Пантелеймонас), тогава в Османската империя, днес в Гърция. Баща му Дине Абдураманов е виден деец на ВМОРО. Влиза в редовете на ВМРО. Арестуван е от гръцките власти в 1926 година и екстрадиран в Кралството на сърби, хървати и словенци. Установява се в Битоля, където през октомври 1926 година властите отново го арестуват по подозрения в революционна дейност и участие в атентата срещу Спас Хаджипопов през юли 1926 година. Осъден е на смърт и разстрелян в Горно Оризари на 21 юни 1928 година заедно с Васил Липитков от Любетино, Димитър Юруков от Битоля, Фидан Мойсов от Кукуречани и Павел Стоянов от Желево.